# Bocca di Rosa
Bocca di Rosa è una canzone scritta nel 1967 da Fabrizio De André insieme a Gian Piero Reverberi. 
Si tratta di una delle canzoni più rappresentative dell'autore ed è entrata nell'immaginario collettivo italiano, tanto che l'espressione "bocca di rosa" viene usata nel linguaggio comune, anche se in modo errato rispetto al senso del testo della canzone, in senso metaforico, come sinonimo di "prostituta".

## Descrizione
La canzone racconta la vicenda di una forestiera soprannominata Bocca di Rosa (della quale non si conosce il nome), che, arrivata in treno «nel paesino di Sant'Ilario», con il suo comportamento passionale e libertino («c'è chi l'amore lo fa per noia, chi se lo sceglie per professione, Bocca di Rosa né l'uno né l'altro, lei lo faceva per passione») ne sconvolge la quiete. Nel giro di poco tempo la protagonista viene presa di mira dalle donne del paese, «cagnette a cui aveva sottratto l'osso», le quali, non tollerando la condotta della nuova arrivata ed anche e soprattutto il fatto che i loro mariti preferiscano tradirle per stare con Bocca di Rosa, si rivolgono al commissario di polizia, che manda «quattro gendarmi con i pennacchi e con le armi» per condurre Bocca di Rosa alla stazione di polizia e successivamente alla stazione ferroviaria, dove sarà accompagnata sul treno e allontanata dal paesino. Alla forzata partenza di Bocca di Rosa assistono commossi tutti gli uomini del borgo, i quali intendono «salutare chi per un poco senza pretese portò l'amore nel paese». La notizia della presenza di un personaggio del genere però si diffonde velocemente («come una freccia dall'arco scocca, vola veloce di bocca in bocca»), tant'è che, alla stazione successiva, la donna viene accolta in modo trionfale e addirittura voluta dal parroco accanto a sé nella processione, unendo «l'amore sacro e l'amor profano».

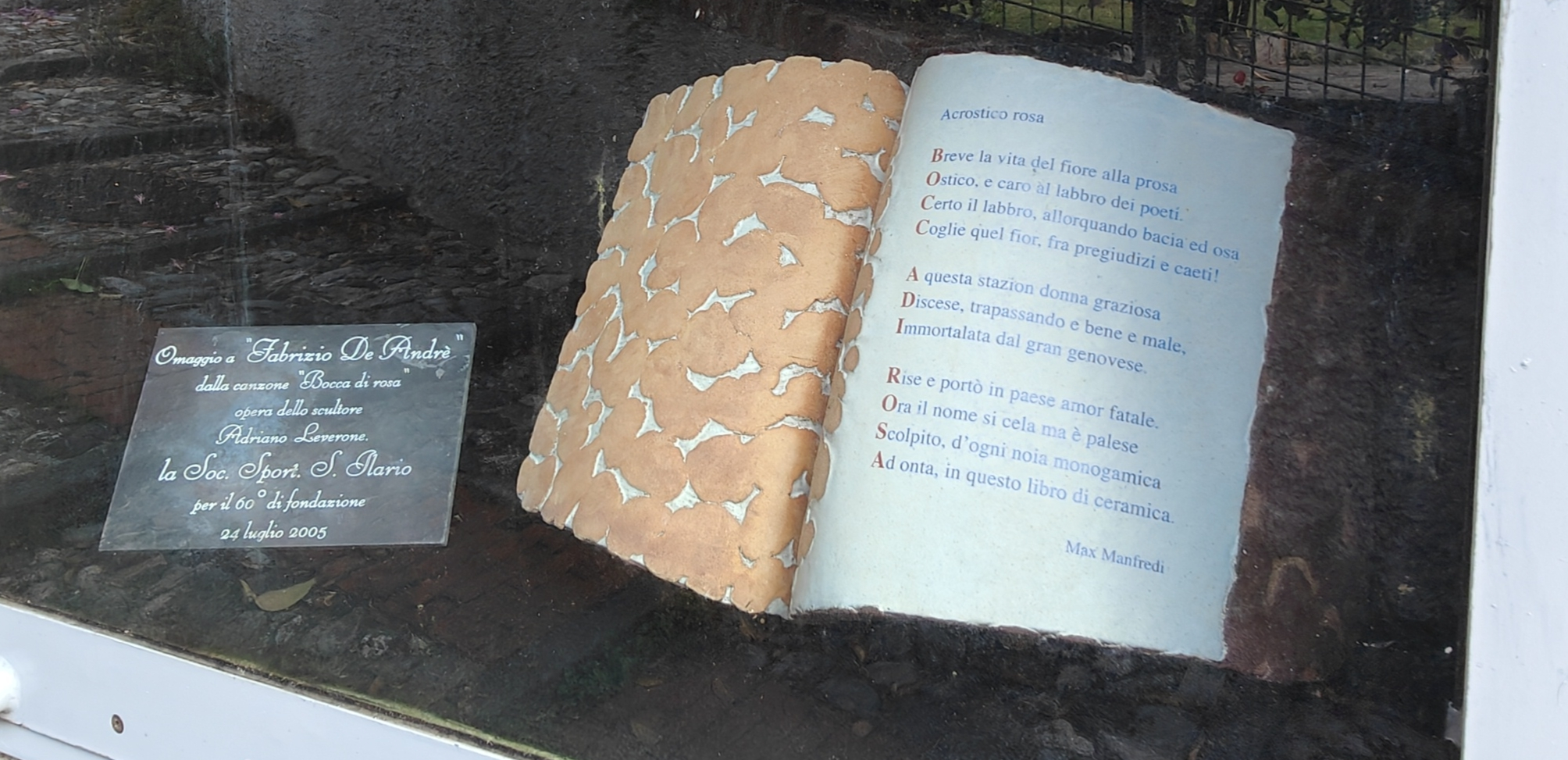
Opera dello scultore A. Leverone (2005) con i versi di Bocca di rosa in occasione del 60⁰ della fondazione della Società Sportiva Sant'Ilario in via Bonanno a Nervi

Pare che a ispirare la canzone ed il personaggio protagonista sia stata la famosa canzone di Georges Brassens Brave Margot. L'ipotesi sarebbe avvalorata dalla presenza, nel testo della canzone, di alcune similitudini e riferimenti presenti nel brano del musicista francese. 
Altra fonte di ispirazione potrebbe essere stato il film di Silvio Siano La donnaccia, interpretato da Dominique Boschiero ed uscito nelle sale nel 1965, che racconta la vicenda di una giovane prostituta rimandata con foglio di via al suo piccolo paese di origine, dove incontra l'ostracismo delle compaesane.
Due ipotesi minori collegano invece Bocca di Rosa alla regolare frequentazione che De André, negli anni in cui scrisse il brano, faceva dei quartieri della prostituzione della Genova degradata. Da qui, come si cita in un articolo, De André potrebbe aver tratto qualche ispirazione da figure di prostitute del tempo, come quella di una tale Marilyn, una transessuale, oppure quella di una certa Liliana Tassio, nota come Maritza, una prostituta istriana che diventerà una delle protagoniste del romanzo Un destino ridicolo, scritto dal cantautore ligure insieme ad Alessandro Gennari.
Infine, non bisogna trascurare il fatto che il personaggio tipico qui descritto, "la femme fatale", "la donna fatale" (che risulta sia malefica che benefica allo stesso tempo poiché, con il suo atteggiamento libertino e libero dalle convenzioni sociali e dall'ipocrita morale comune, sovverte gli equilibri sociali e morali dei luoghi in cui si trova) è assai diffuso nella letteratura italiana. Un esempio letterario piuttosto noto è il racconto "La lupa" di Verga. In questo testo, allo stesso modo, la protagonista "gnà" Pina è una donna libertina, che professa un amore libero dalle convenzioni sociali e che viene per questo emarginata e accusata di essere quasi la manifestazione del demonio. Innamorata del marito della figlia, lo tormenta fino a che non riesce a sedurlo. Intervenuti i brigadieri per sistemare la situazione (un rapporto tra due persone legate da un legame di parentela), la donna si allontana per un breve periodo ma, quando torna, viene uccisa dal genero. Le somiglianze sono palesi tra i due testi: il che non signfica che vi sia un'infuenza diretta di questo sul brano di Faber, tuttavia non bisogna trascuare il fatto che i richiami, seppur indiretti, vi sono. 
In un'intervista televisiva rilasciata a Vincenzo Mollica nel 1988 alla domanda "Qual è la canzone che più ti assomiglia?" De André rispose: "Sicuramente Bocca di rosa".

### Varianti del testo
Il testo di Bocca di Rosa ha due versioni, entrambe del 1967, le cui differenze sono:
1. il paesino di Sant'Ilario, un quartiere di Genova effettivamente esistente, che venne modificato nell'immaginario "San Vicario" (tale cambiamento non venne però mai applicato dal vivo).
2. i versi che in origine recitavano «Spesso gli sbirri e i Carabinieri / al proprio dovere vengono meno / ma non quando sono in alta uniforme / e l'accompagnarono al primo treno», che possono essere ascoltati nella prima edizione in versione stereo (copertina con foto), nella prima stampa monofonica (copertina marrone) vennero modificati (si dice dietro "cortesi pressioni dell'Arma dei Carabinieri"[senza fonte]) in «Il cuore tenero non è una dote / di cui sian colmi i Carabinieri / ma quella volta a prendere il treno / l'accompagnarono malvolentieri»; nelle esibizioni dal vivo, De André (che inizierà a tenere concerti solo nel 1975, dopo quattordici anni di carriera durante i quali aveva inciso otto album) eseguirà sempre la versione modificata.

## Edizioni del brano
Bocca di Rosa fu pubblicata come singolo la prima volta nel 1967, come lato B del 45 giri Via del Campo/Bocca di Rosa, e fu poi inserita lo stesso anno nell'album Vol. 1º.

### Altre versioni
Numerose interpreti femminili come Ornella Vanoni, Anna Oxa e L'Aura, cantautori come Roberto Vecchioni e band-tributo come i Mercanti di Liquore hanno eseguito cover di Bocca di Rosa. Anche musicisti di altri generi hanno omaggiato la canzone, dagli Skiantos (rock demenziale) ai Musica nuda (jazz), ai Malinda Mai (orchestrale). La canzone è molto amata dai musicisti folk: Mario Incudine ne ha fatto una versione con testo tradotto in dialetto siciliano, mentre Peppe Barra ne ha cantato una versione con testo tradotto da Vincenzo Salemme in napoletano e inserita nella raccolta di artisti vari del 1995 Canti randagi - canzoni di Fabrizio De André.